# Petersberg (Magdeburg)

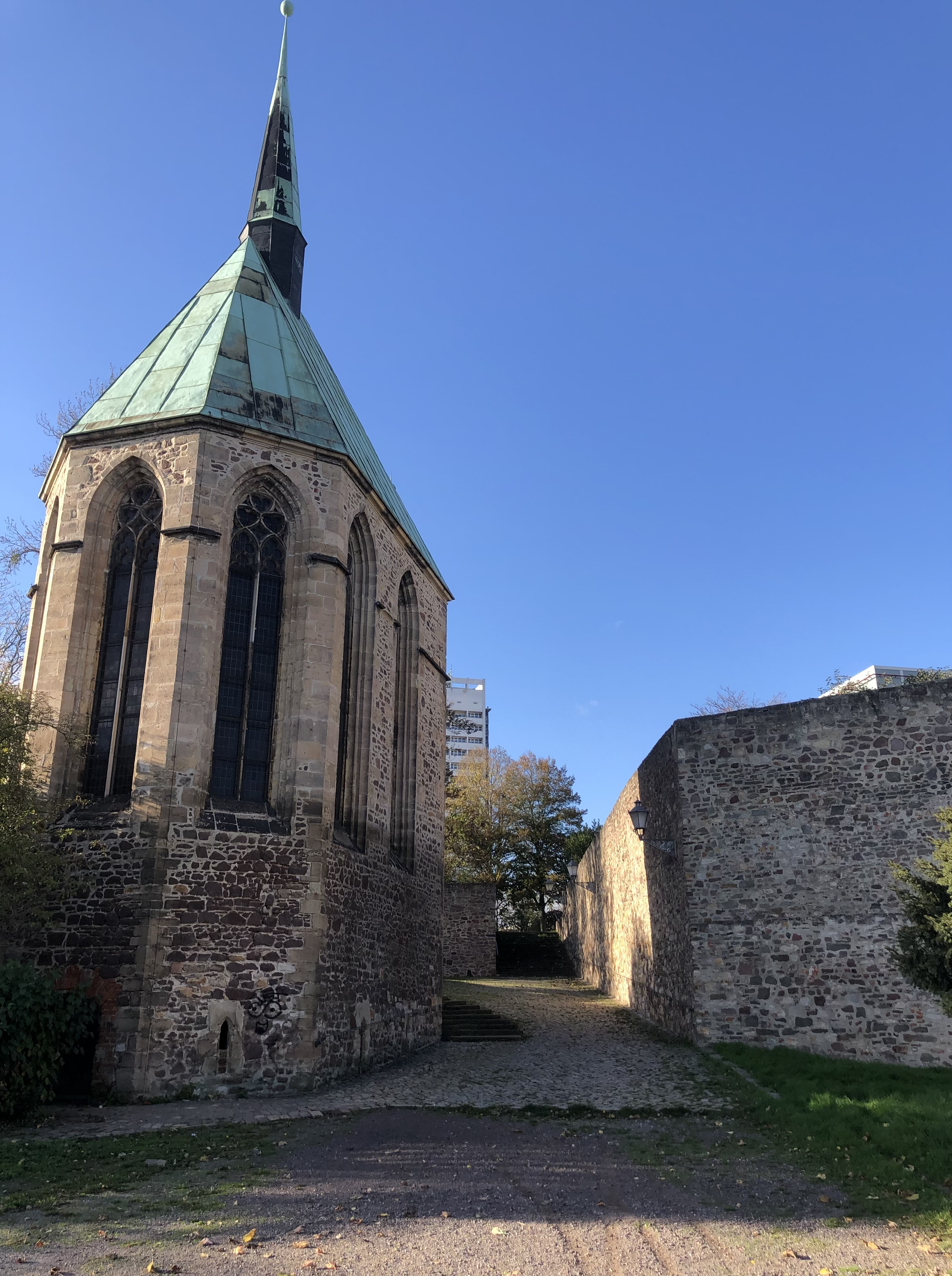
Blick in den Petersberg von Osten, 2022

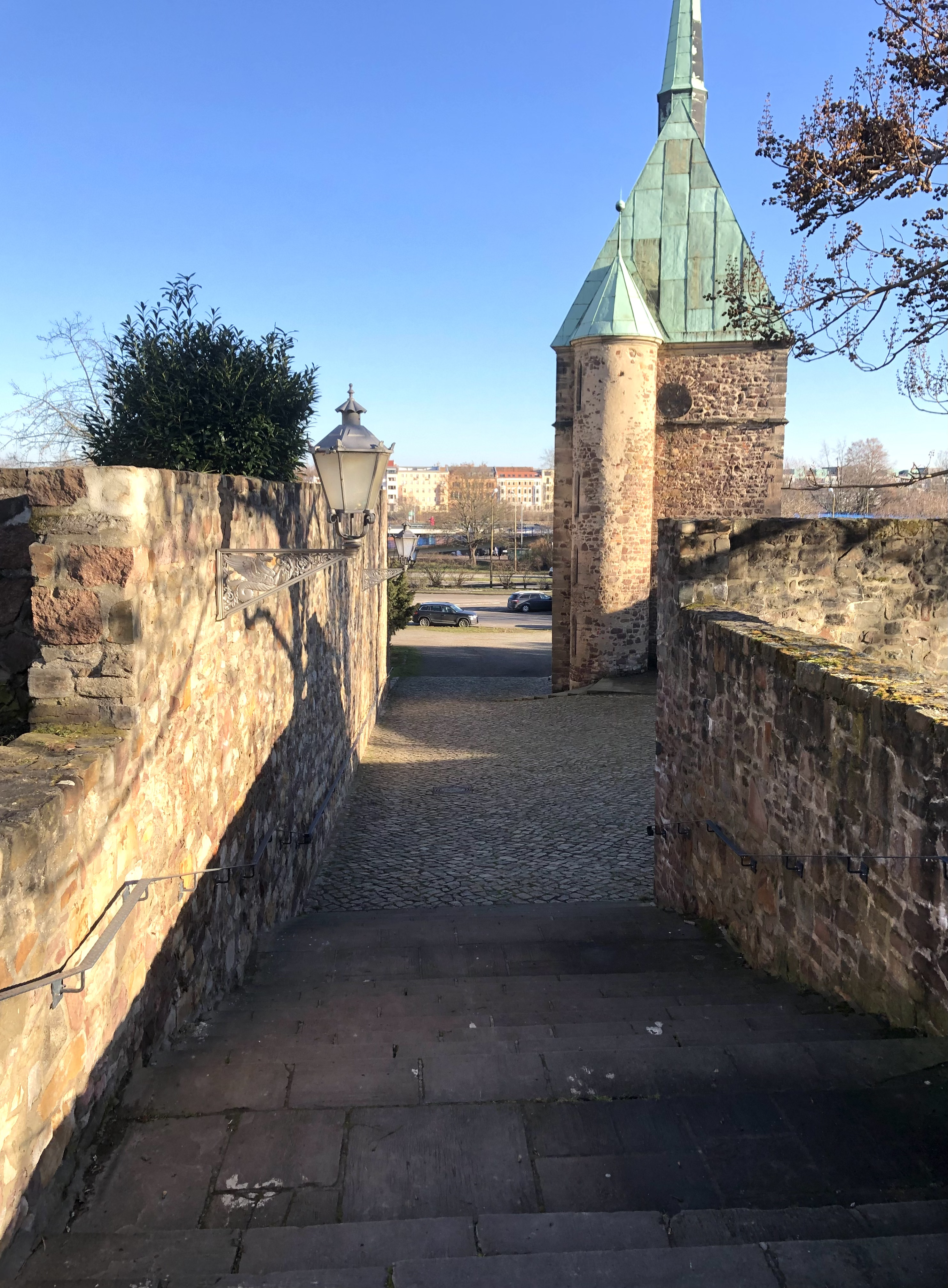
Blick von Westen, 2021

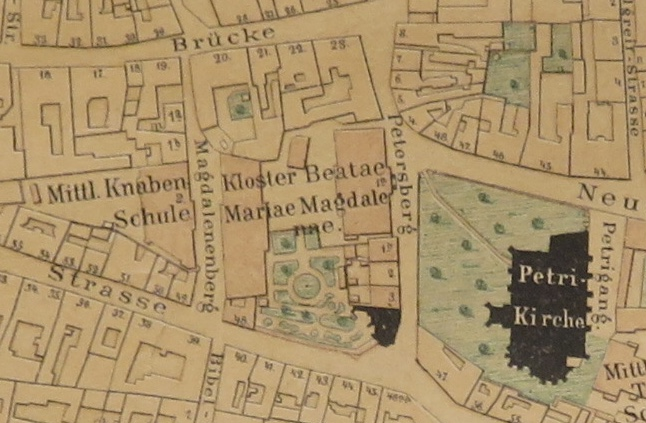
Petersberg auf einer Karte von 1882 (nicht eingenordet, oben ist Westen)

Der Petersberg ist eine Straße in Magdeburg in Sachsen-Anhalt.

## Lage und Verlauf
Die Straße befindet sich im östlichen Teil der Magdeburger Altstadt. Sie verläuft mit einer Länge von etwa 65 Metern von der westlich verlaufenden Straße Stephansbrücke bergab zur östlich gelegenen Straße Knochenhauerufer. Den westlichen Teil des Petersbergs nimmt eine Treppenanlage ein. Nördlich des Petersbergs steht erhöht die katholische Petrikirche. An der südöstlichen Ecke des Petersbergs steht die markante Magdalenenkapelle.

## Geschichte

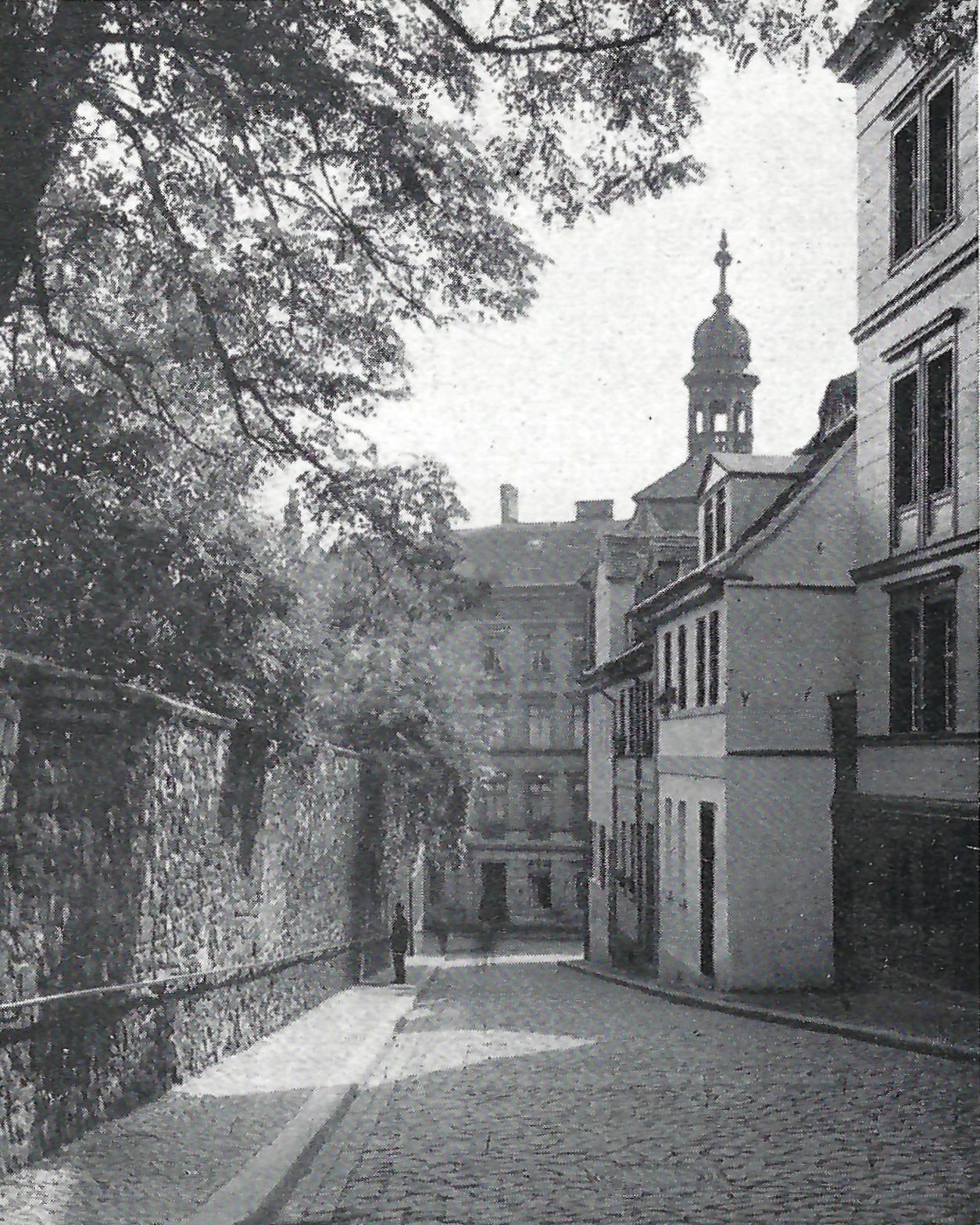
Blick von Westen durch die Straße Petersberg, 1927 oder früher, links die Futtermauer des Petrikirchhofes, rechts hinten die Magdalenenkapelle, im Hintergrund die Einmündung auf das Knochenhauerufer mit der dortigen Bebauung

Die Straße entstand als Förder und führte vom höher gelegenen Gebiet der Magdeburger Altstadt nach Osten in Richtung Elbufer. Der ursprüngliche Name lautete daher, Bezug nehmend auf die nördlich angrenzende Petrikirche, Petersförder. Im Westen begann der Petersförder zunächst in zwei Ästen, einem südlichen beim Haus Stephansbrücke 23 und einem nördlichen beginnend am Haus Neustädter Straße 47. Beide Äste verliefen in Richtung Osten und vereinigten sich an der Ecke des Petrikirchhofs. Der Förder bildete hier eine tief eingeschnittene Schlucht, durch die die Straße lief. Schon im westlichen Teil des Straßenverlaufs erreichte der Weg dann jedoch das tiefere Geländeniveau. Bürgersteige gab es im Förder nicht. Fußgänger konnten auf einem oberhalb des Förders vor den Häusern Neustädter Straße 44 bis 48 und Petersberg 4 bis 8 verlaufenden Fußweg entlanggehen. Dieser Fußweg wurde als Peterssteg bezeichnet. 
Der Förder wurde zeitweise von mehreren Brücken überspannt, um eine Querung zu ermöglichen. Eine solche Brücke bestand von der Stephansbrücke hin zum Petrikirchhof, eine weitere führte von einer schmalen Gasse, die vom weiter südlich gelegenen Magdalenenberg aus das Gelände des Maria-Magdalenenkloster durchschnitt, über den Förder zur Südmauer des Petrikirchhofs. Diese Gasse bestand jedoch wohl bereits vor 1631 nicht mehr. Eine andere Brücke führte vom Haus Petersberg 3, beginnend zwischen der Klosterkapelle und dem zumindest bis 1632 bestehenden Hünenturm, hinüber zum Kirchhof. Von Kapelle und Turm aus führte eine Treppe zu deren südlichen Ecken, wovon ein langer gewölbter Gang nach Osten zum Knochenhauerufer hinunter führte. Auch dieser Gang wurde gelegentlich als Peterssteg bezeichnet. Auch die Benennung als Petersschlippe ist überliefert. In einem Plan Otto von Guerickes wurde, vermutlich versehentlich, der Begriff Petersstück verwendet. Neben der Bezeichnung als Petersförder ist auch die Benennung als Stephansförder belegt. Im Jahr 1725 wurden der Förder und die ihn querenden Brücken beseitigt. Nach Beseitigung des Förders verschwanden nach und nach die Bezeichnungen Petersförder und Peterssteg. Die Bezeichnung Petersförder verlagerte sich im Zeitraum bis 1803 weiter nach Osten und wurde für den Platz zur Elbe hin gebräuchlich, wo sie noch heute als Petriförder genutzt wird, auch wenn es sich nicht um einen Förder handelt. Für den ehemaligen Petersförder wurde dann ab der Zeit um 1750 der heutige Name Petersberg verwendet. Heinrich Rathmann bezeichnete ihn mal als Kapellenberg.
Die Nummerierung begann an der südwestlichen Ecke, wobei das dortige Eckhaus zur Stephansbrücke 23 gehörte. Daran schlossen sich östlich die Häuser Petersberg 1 bis 3 und dann als östlicher Abschluss die Magdalenenkapelle an. Die gegenüber liegende Nordostecke bildete das Eckhaus Knochenhauerufer 47. Westlich hiervon befand sich der Kirchhof der Petrikirche, der sich bis zur Einmündung der Neustädter Straße hinzog. Die Straße Petersberg erstreckte sich dann, anders als heute, auch westlich der Einmündung der Neustädter Straße weiter. Beginnend mit der Hausnummer 4 schlossen sich die Grundstücke bis Hausnummer 8 an, das sich dann bereits an der Stephansbrücke befand, die damals in diesem Bereich etwas weiter westlich in Richtung Nordwesten verlief. Noch weiter westlich schlossen sich die Häuser Nummer 9 und 10 an, wobei diese zeitweise auch als Nummern 17 und 16 zur westlich liegenden Peterstraße zählten.
Während des Zweiten Weltkriegs wurde die Magdeburger Innenstadt und dabei auch der Bereich des Petersbergs schwer zerstört. In der Zeit der DDR erfolgte ein Wiederaufbau der Innenstadt, der sich in weiten Teilen nicht an die historische Stadtstruktur hielt. Auch das Umfeld des Petersbergs änderte sich weitgehend. Statt des ursprünglich dicht bebauten, als Knattergebirge bezeichneten Stadtviertels entstand eine Parkanlage. Der westlichste Teil des Petersbergs wurde aufgegeben und zum Teil einer Grünfläche. Von dort wurde eine Treppe errichtet, die das Gefälle zur Elbe hin überwindet. Die angrenzende Bebauung verschwand. Der östliche Teil blieb jedoch in seinem Verlauf und zum Teil auch in seiner Bebauung erhalten. An der Nordseite erhebt sich die Futtermauer des Petrikirchhofes, an der Südostecke steht die Magdalenenkapelle.

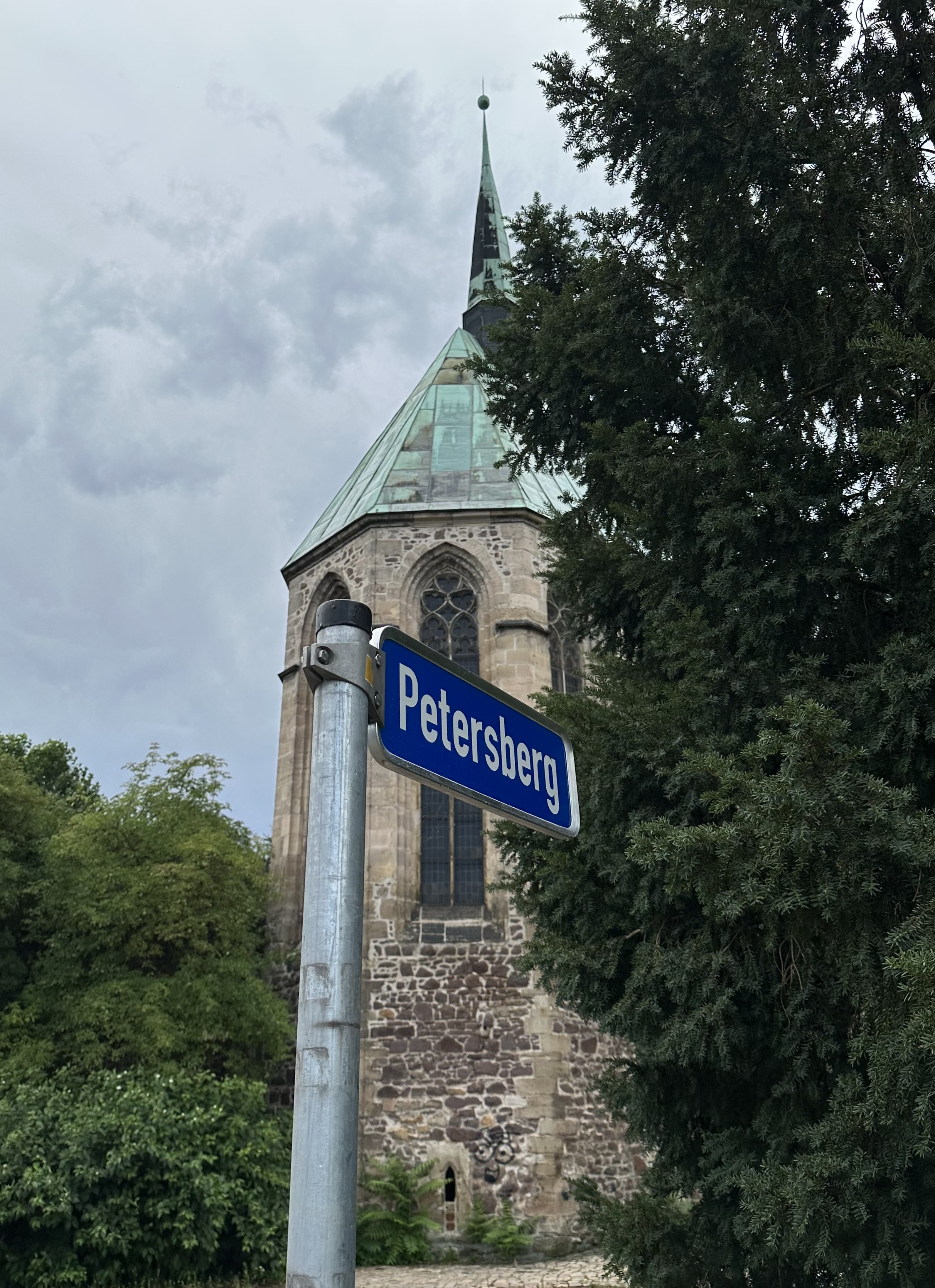
Neues Straßenschild, 2023

Der Name Petersberg wurde jedoch ersatzlos aufgegeben, obwohl der Straßenverlauf weiter als öffentlicher Weg in Nutzung blieb. Im Jahr 2009 gab es eine Initiative der Ratsfraktion Bündnis 90/Die Grünen zur Wiederbenennung mehrerer historischer Wegebeziehungen, darunter auch des Petersbergs. Eine Beratung in der Arbeitsgruppe Straßennamen und Hausnummern und darauf aufbauend auch eine Stellungnahme der Stadtverwaltung Magdeburg fiel jedoch negativ aus. Der Antrag wurde daraufhin zurückgenommen. Zurückgehend auf eine erneute Initiative des Stadtrates Olaf Meister beschloss der Stadtrat Magdeburg am 16. Februar 2023 dann jedoch doch die Wiederbenennung als Petersberg.

## Sage
Mit dem Petersberg ist die Sage über die Gründung der Magdalenenkapelle verbunden. Danach hatte 1315 ein Dieb eine Hostie gestohlen. Auf dem Weg von der Petrikirche zum Knochenhauerufer überquerte er eine der über den heutigen Petersberg führenden Brücken zum María-Magdalenenkloster und warf die Hostie bei einem Pfahl zwischen einige Steine. An dieser Stelle scheute kurz darauf ein Pferd, worauf die Freveltat entdeckt wurde. An der Stelle, an der die Hostie weggeworfen worden war, wurde sodann die noch heute bestehende Kapelle errichtet.

## Historische Häuser des Petersbergs
| Hausnummer | Name                       | Bemerkungen | Gewerbliche Nutzung vor der Zerstörung | Bild |
| ---------- | -------------------------- | --- | -------------------------------------- | --- |
| 1          | Marien-Magdalenkloster     | Das Kloster war 1230 gegründet und ab 1687 als Frauenstift, später als höhere Töchterschule fortgeführt worden. Die Kapelle des Klosters, die heutige Magdalenenkapelle entstand weiter östlich. |                                        | |
| 2          |                            | Noch bis in die Zeit nach 1631 stand hier und auf dem östlich angrenzenden Grundstück Nummer 3 der große Hünenturm, der Teil der ottonischen Stadtmauer war. Für das Jahr 1651 wird auf dem Grundstück eine Wohnstätte von Spilner genannt. 1683 gehörte das unbebaute Grundstück dem benachbarten Kloster. Um 1700 bestand dann ein Haus. |                                        | |
| 3          |                            | Zumindest bis 1631 war das Grundstück wie auch die Nummer 2 Standort des Hünenturms. 1651 befand sich hier ein unbebautes Grundstück des Branntweinmachers Hennig. In der Zeit um 1700 war das Grundstück Standort des Küsterhauses der Petrigemeinde, später gehörte es dem benachbarten Kloster. |                                        | Blick vom Petrikirchhof nach Süden auf die Magdalenenkapelle (links) und die angrenzende Bebauung, wohl Petersberg 3; 1902 oder früher |
|            | Magdalenenkapelle          | |                                        | Magdalenenkapelle, Blick von Nordosten, 2005                                                                                           |
|            | Petrikirchhof              | |                                        | Futtermauer des Petrikirchhofs, 2022                                                                                                   |
| 4          |                            | Im Jahr 1651 gehörte das Grundstück Andreas Bannekaus. 1683 gehörte es unbebaut dem Maria-Magdalenen-Kloster. In den Jahren 1697 und dann bis 1735 war der Brauknecht Johann Nitze (auch Nietz) Eigentümer des inzwischen errichteten Hauses. |                                        | |
| 5          |                            | 1631 und 1651 war Matthias Wildenheim Eigentümer, 1683 gehörte das Grundstück den Erben des Seilers Johann Wildenheim. Im Jahr 1688 wurde die unbebaute Stätte für 14 Taler von der Gewandschneiderinnung an den Zimmermann Andreas Müller veräußert. 1710 gehörte das Haus dem Braumeister Hans Giesel, der vermutlich der Schwiegersohn Müllers war. Er verkaufte es für 430 Taler 1718 an den Prokurator Johann Friedrich Schröder, der bis 1754 Eigentümer blieb. |                                        | |
| 6          |                            | Im Jahr 1651 war Wilhelm Schlöbenitz Eigentümer, 1683 gehörte das unbebaute Grundstück dem Marien-Magdalenenkloster. 1700 war das Grundstück mit einem Haus bebaut und gehörte dem Zimmermann Christian Gelbert (Gelfert). Er veräußerte es 1710 für 230 Taler an den Arbeiter Hans Hermans. Hermans wurde auch 1715 noch genannt, 1718 gehörte es Hans Albrecht, dann bis 1727 wieder Christian Gelbert. |                                        | |
| 7          |                            | 1651 gehört es dem Seifensieder, 1683 den Erben Erhard Lindners. Der Schiffsknecht Martin Schaar bebaute das leere Grundstück im Jahr 1686 und veräußerte das Gebäude im Jahr 1704 für 230 Taler an den Feilenhauer Zyriax Esse, der bis 1744 Eigentümer blieb. |                                        | |
| 8          |                            | Das Anwesen wurde als Backhaus geführt. In den Jahren 1631 und 1653 war Jakob Buchschatz (auch Bockschatz) Eigentümer. Das wohl infolge der Zerstörung Magdeburgs im Jahr 1631 zerstörte Gebäude wurde von Buchschatz zwischen 1648 und 1651 wieder aufgebaut. In den Jahren 1673 und 1683 war der Bäcker Hans Döblin Eigentümer des Hauses. 1693 wurde das Gebäude vom Kaufmann Hermann Stilke für 450 Taler an den Bäcker Hans Joachim Baldans veräußert. Im Jahr 1701 verkaufte der Bäcker Johann Lorenz das Haus für 550 Taler an den Bäcker Christian Lorenz. Seine Witwe verkaufte das Anwesen dann 1715 für 1200 Taler an Joachim Schmidt. Noch bis zum Ende des 19. Jahrhunderts bestand auf dem Grundstück eine Bäckerei. |                                        | |
| 9          |                            | Siehe Nummer 10. |                                        | |
| 10         | Brauhaus Zum weißen Hirsch | Das Brauhaus gehörte zuvor als Nummer 16 und 17 zur Peterstraße. Seit 1654 waren dem Grundstück auch die Hinterhäuser des Grundstücks Vogelgreifstraße 1/2 zugeordnet. Vor dem Jahr 1631 gehörte das Anwesen dem Brauer Peter Petzsch (auch Peetz), 1631 dann seinem Sohn Johann. 1651 waren dessen Erben eingetragen, zu denen auch der Major Johann Wilhelm von Gahlen gehörte. Die Erben veräußerten das wohl infolge der Zerstörung Magdeburgs im Jahr 1631 unbebaute Grundstück 1652 für 250 Taler an ihren Oheim, den Marktrichter Johann Niesing, der 1657 Eigentümer des neuen Brauhauses war. Sein Sohn, der Brauer Hieronymus Christian Niesing, veräußerte das Haus für 1000 Taler im Jahr 1676 an den Brauer Ernst Junge. Nach Junges Tod fand die Ehefrau des Sattlers Johann Ehre 1682 die Miterben ab. Bis 1695 nahm das Brauhaus nur das Grundstück Nummer 9 ein, während die Nummer 10 wüst war. Die Baukommission verlangte jedoch eine Bebauung des Grundstücks, die 1695 erfolgte. Im Jahr 1702 wurde das Brauhaus jedoch als wüst bezeichnet, während die Nummer 10 sowie die Hinterhäuser als kleine Mietshäuser bezeichnet wurden. Mit dem Tod der Frau Ehre erbte 1702 die Ehefrau des Schiffers Joachim Fromme für 2500 Taler das Haus, dem es bis 1725 gehörte. Noch bis 1748 blieben die Grundstücke Nummer 9 und 10 jeweils in einer Hand. |                                        | |